# Gustav Dietrich von Oertzen
Gustav Dietrich von Oertzen (* 24. Februar 1772 in Kittendorf; † 5. Juli 1838 ebenda) war ein mecklenburgischer Gutsbesitzer und Landrat.

## Leben

### Herkunft
Gustav Dietrich von Oertzen war ein Sohn von Georg Ludwig II. von Oertzen (1716–1786) aus dessen dritter Ehe mit (Karoline) Friederike, geb. Freiin von Maltzahn (1741–1806). Der Vater war Kammerherr bei den Schleswig-Holstein-Gottorf in Großfürstlicher Zeit und Erbherr auf Jürgensdorf, Kittendorf, Clausdorf, Gotthun, Federow und Marihn.

### Werdegang
Oertzens Hauslehrer war Pastor (Heinrich) Gustav Floerke (1764–1835), bevor er mit ihm als Hofmeister die Universität Göttingen und ab 1789 die Universität Rostock besuchte. 1790 ist aus Rostock ein Stammbucheintrag der stud. Schmidt / von Oertzen / Pauli / Floerke / Schröder / von Blücher / Schütz mit Punktbruch und zwei gekreuzten Schlägern sowie dem Vandalenzirkel ein früher Beleg für das Bestehen landsmannschaftlich gefügter Vandalenverbindungen als Vorläufer der Corps. Über dem Eintrag befinden sich die Anfangsbuchstaben der Worte des Vandalen-Wahlspruchs Unsere Fahne, so blutig rot, mahnet uns, nimmer zu scheuen den Tod! Bereits 1788 übernahm er die Bewirtschaftung der vom Vater ererbten Güter Kittendorf, Federow und Marihn, wegen welcher er 1790 nach erreichter Volljährigkeit den Homagial-Eid ableistete. Erst zwanzigjährig wurde er 1792 zum Landrat für das Herzogtum Güstrow gewählt. 1795 wurde er herzoglich mecklenburg-schwerinscher Kammerherr, nachdem er bereits vorher Kammerjunker gewesen war, und gegen Ende des Jahres 1802 füllte er die Stelle eines Assessors bei dem Hof- und Landgericht in Güstrow bis zu dessen Auflösung im Jahre 1818 aus. Während der Befreiungskriege gehörte er auch dem Engern Ausschuss an. Von 1809 an war Oertzen ständischer Kommissarius bei der Schuldentilgungskommission in Schwerin und wurde im 1837 auch zum Kommissarius bei der Relutions-Kommission gewählt. Er zählte zu den Gründern und nachmaligen Mitgliedern des Mecklenburgischen Patriotischen Vereins ebenso wie des Mecklenburgischen ritterschaftlichen Creditvereins. Oertzen war weiterhin seit 1798 auf Jürgensdorf, seit 1804 Erbherr auf Marin, sowie seit 1832 auf Stuer mit Groß und Klein Stuer-Vorwerk. Ebenfalls war er Ritter des Johanniterordens. Unter ihm wurde 1836 auf dem Gut Kittendorf ein neuer Park fertiggestellt, vermutlich bereits im Stil eines Landschaftsparks.
Seit 9. Februar 1796 war v. Oertzen Ehrenbürger der Stadt Waren.

### Familie

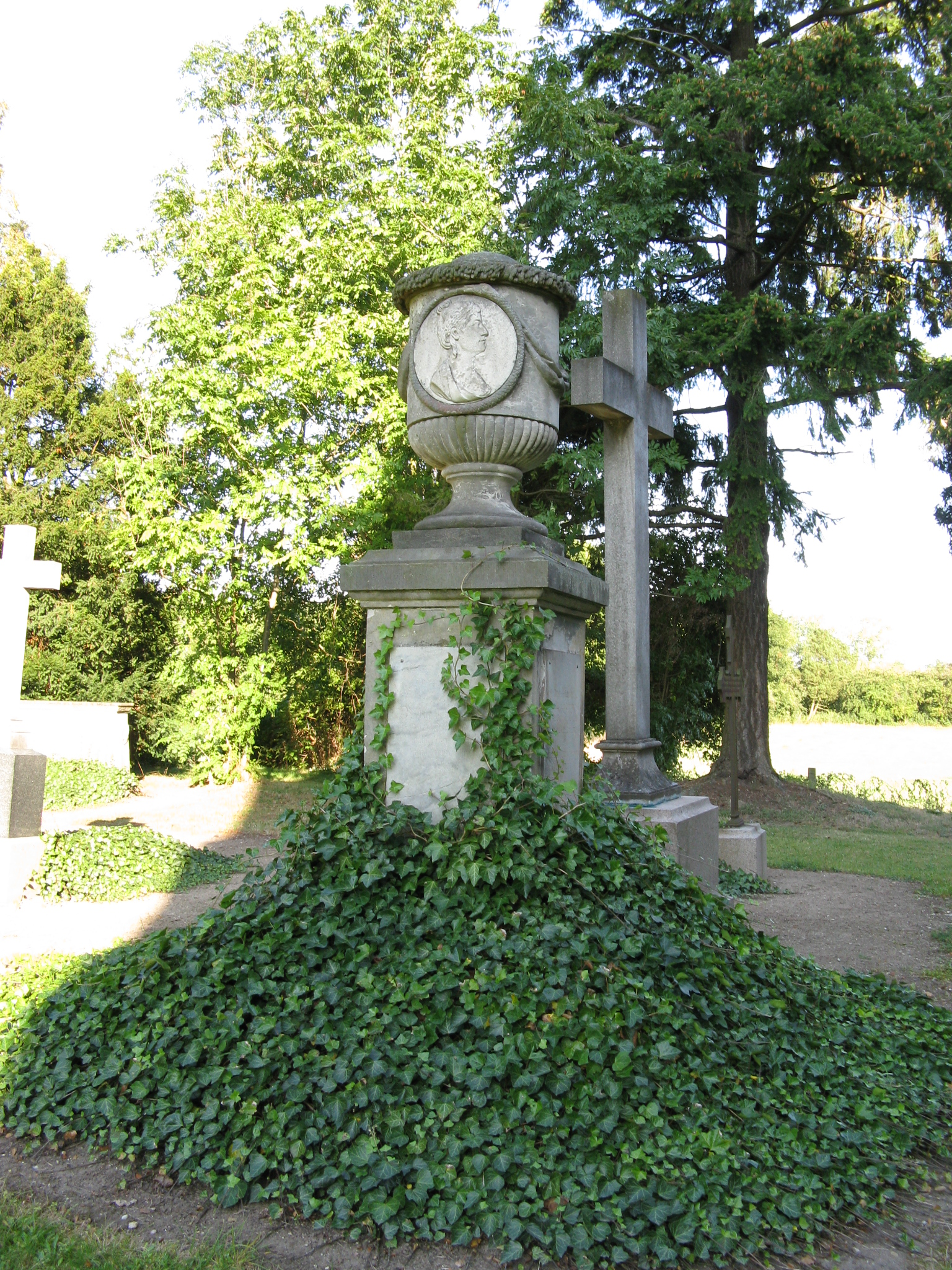
Grabmal für Henriette von Oertzen, geb. von Pechlin († 1804) auf dem Kirchhof in Kittendorf

Oertzen vermählte sich in erster Ehe 1792 in Ludwigslust mit Freiin Henriette von Pechlin (1770–1804), sowie in zweiter Ehe 1811 in Kassel mit (Marie Charlotte) Eleonore von Levetzow a.d.H. Teschow (1783–1865). Aus beiden Ehen wurden Kinder geboren, insgesamt sechs Töchter und fünf Söhne, darunter
[aus erster Ehe:]
- Friedrich Albert von Oertzen (1797–1873), Regierungsrat, Regierungsdirektor und Geheimer Rat in Schwerin, Herr auf Kurzen- und Langen-Trechow
- Karl Nicolaus Dietrich von Oertzen (1799–1865), Herr auf Marin
- Georg Ludwig IV. von Oertzen (1801–1878), Domänen- und Landrat, Herr auf Jürgensdorf

[aus zweiter Ehe:]
- Hans Friedrich von Oertzen (1816–1902), Herr auf Kittendorf